# Ореа (Комо)
Ореа је насеље у Италији у округу Комо, региону Ломбардија.
Према процени из 2011. у насељу је живело 28 становника. Насеље се налази на надморској висини од 294 м.